# Aconias tarsatus
Aconias tarsatus är en stekelart som först beskrevs av Bridgman 1881.  Aconias tarsatus ingår i släktet Aconias och familjen brokparasitsteklar. Arten är reproducerande i Sverige. Inga underarter finns listade i Catalogue of Life.